# Карпова, Мария Сергеевна
Мари́я Серге́евна Ка́рпова (26 декабря 1977 — 1 июня 2010) — российский психолог, редактор, известная по играм в телевизионной и спортивной версиях «Что? Где? Когда?» и «Своей игре».

## Биография

### Карьера и личная жизнь
Окончила в 1999 году Московский гуманитарный университет, по образованию — психолог. Работала в ЗАО «Логос-медиа» редактором кроссвордов, парламентским корреспондентом издания Газета.Ru, редактором «Интерактив-Медиа» и «Маркетинг ПРО». Увлекалась творчеством Булгакова и поэзией Серебряного века.

### Интеллектуальные игры
Мария Карпова сыграла две игры в телевизионной версии «Что? Где? Когда?» 21 апреля и 17 июня 2006 года в составе команды МТС (в первой игре знатоки победили 6:5, во второй проиграли 1:6). В спортивной версии Мария Карпова известна по выступлениям за команду МАСКА, также играла за команду «Неспроста». Победительница Открытого чемпионата Саратова 2002 года (МАСКА), серебряный призёр турнира «Симбирск Опен» 2003 года (СПС), чемпионка Первой Лиги Москвы 2004 года (МАСКА), бронзовый призёр чемпионата России 2005 года («Неспроста»), победительница турниров «Гостиный Двор» 2005 года (ЛКИ) и «Неспростая весна» 2008 года (МАСКА). Составляла вопросы для Первой лиги Москвы и Кубка Москвы по ЧГК.
В телевизионной версии «Своей игры» в июне 2000 — ноябре 2009 годов Мария Карпова провела 12 игр, дойдя до финального раунда в 11 из них, и одержала 4 победы. 1 июля 2000 года появилась в программе «Детектив-шоу» Матвея Ганапольского на ОРТ в составе команды «Мориарти».

### Болезнь и смерть
Мария Карпова с февраля 2010 года была больна онкозаболеванием. Она перенесла два курса химиотерапии, после второго она перенесла резкое ухудшение здоровья. Скончалась в ночь на 1 июня 2010 года.
4 июня состоялось прощание в Национальном медико-хирургическом центре имени Н. И. Пирогова. Похоронена на Щербинском центральном кладбище. 17 июля 2011 года был проведён турнир памяти Марии Карповой.